# 존 인드리사노
존 인드리사노(Johnny Indrisano, 1905년 1월 1일 ~ 1968년 7월 9일)는 미국의 배우, 권투 선수, 영화배우이다.
보스턴에서 태어났으며 산페르난도밸리에서 사망하였다.

## 영화
- 호스 인 더 그레이 플래늘 슈트 (1968년)
- 언더 더 얌얌 트리 (1963년)
- 잇 해펀드 앳 더 월드 페어 (1963년)
- 허드 (1963년)
- 후즈 갓 더 액션? (1962년) - 후드 역
- 맨츄리안 켄디데이트 (1962년)
- 벨스 아 링잉 (1960년)
- 오션스 일레븐 (1960년)
- 핫 스펠 (1958년)
- 도나 리드 쇼 (1958년)
- 열정의 무대 (1958년)
- 감옥록 (1957년)
- 언제나 맑음 (1955년)
- 아가씨와 건달들 (1955년)
- 비상착륙 (1954년)
- 캐디 (1953년)
- 히어 컴 더 걸스 (1953년)
- 미트 대니 윌슨 (1952년)
- 아이언 맨 (1951년)
- 레몬 드롭 키드 (1951년)
- 포스 오브 이블 (1948년)
- 크리스마스 이브 (1947년)
- 육체와 영혼 (1947년)
- 크리미널 코트 (1946년)
- 팬텀 (1943년)
- 더 스타 메이커 (1939년)
- 고 웨스트 영 맨 (1936년)